# 棗いつき
棗いつき (なつめ いつき、1996年1月12日 - )は、日本の女性歌手、声優。一二三所属。

## 人物/経歴
声優として同人、商業問わず活動しており耳に残りやすい芯のある声質を活かした元気なキャラクターの他、ヤンデレのような癖のあるキャラクターを得意としていている。
余談だが以前は、棗いつきではなく夏目ゆい名義で活動していたが同姓同名のAV女優の存在を知ってからは活動名の変更をしている。
KONAMIの音楽ゲーム「SOUND VOLTEX」シリーズにおいては、U-skeの楽曲を歌唱した『プラネタジャーニー』が公募採用され棗の認知度が上がるきっかけの一つにもなった。同シリーズの公募ではその後、『AIM HIGHER』が採用されU-skeと再びタッグを組んだオリジナル楽曲として『コメット⇒スケイター』、『STIGMA』も配信されている。
その後、同社が展開するe-sports大会「BEMANI PRO LEAGUE」に楽曲を手掛けたU-skeとライブアクト出演を果たし、2023年ライブアクト出演後の翌年でBPL S2最終戦のSDVXファイナルと併用で行われたライブ『私立ボルテ学園アルティメットガクエンサイ』にもU-skeとのコンビで出演となった。
得意音域はG#3〜C#5、可能音域はE3〜G5。
2022年1月、新ビジュアル＆ロゴ配信のお披露目、Youtubeメンバーシップの指針そして事務所「一二三」への所属シンガーとなる旨を発表した。。
2023年、自身の誕生日配信にて棗いつき初となるワンマンライブ『SEEK for MYSELF』の開催をアナウンスされた。同時にStaffアカウント(Twitter)も新たに新設されている。
2023年8月13日、YouTube Liveにて2ndワンマンライブ『パラレルショット』を開催することを発表した。
2024年1月29日、2ndワンマンライブ『パラレルショット』にて、1stライブツアー『TRAVEL2U』を開催することを発表した。
2025年9月7日、1stライブツアー『TRAVEL2U』東京公演にて、バースデーライブ2025『Winter Gift』を開催することを発表した。
2025年1月29日、バースデーライブ2025『Winter Gift』にて、2stライブツアー『VOYAGERS』を開催することを発表した。
また、nayuta＆藍月なくるとのインディーズボーカルユニット"La prière"(ラプリエール)のメンバーとしても活動中。

## ディスコグラフィ
棗いつきソロ
- ナンバリングアルバム

1. ビタミンノーツ[12]
2. ラブマニック[13]
3. Elis' Dogma[14]
4. codeQ[15]
5. HAPPY ENFORCER[16]
6. 覚醒[17]
7. UNDERTAKER[18]
  1. ANAMNESIS[19]
  2. PERSONA[19]
8. HYPNOSONIC[20]
9. ENIGMA[21]
10. CONTRAIL[22]

- カバーアルバム

1. 棗いつき Cover Collection Vol.1[23]

- ライブアルバム

1. SEEK for MYSELF[24]
2. ストラゴヴィゴス[25]
3. 天気雨の旅[26]
4. 光になれたら

- その他
  - ダンガイマインド

シングル
(藍月なくる＆棗いつき)
- 追想のラグナロク[27]
- 約束のリンカネーション[28]

ItknkR(棗いつき＋藍月なくる)名義
- Eufolie[29]

La prière (棗いつき×藍月なくる×nayuta)名義
- Gemini Syndrome[30]
- Galaxy Triangle[31]
- La prière Cover Collection[32]
- Chronologue[33]
- Glowings[34]

他サークルへのゲスト参加※順不同。歌唱作品から一部抜粋：
曲名 / アーティスト名 ： アルバム名(サークル名)
- ラストシーン / 遥風 啓司 Vo：棗いつき:diary(かぜのねれこーど)[35]
- ナツゾラパレット /〃:〃
- Magical Girl Momona / Freezer feat.棗いつき:EC²ENTRICK(Lilium Records)[36]

その他
- 恋のマジックポーション (feat. 棗いつき) / Girl sings Boy's Rock
- 遠距離少女 (feat. 棗いつき) / Nobuyoshi.
- チョコミントガール (feat. 棗いつき) / Nobuyoshi.
- Shooting Star (feat. 棗いつき) / Nobuyoshi.
- ベストスマイル (feat. 藍月なくる & 棗いつき) / Nobuyoshi.
- 私の心の伝え方（Vo.前川涼子） / 弱キャラ友崎くん BD・DVD第4巻特典CD - コーラス

## 音声作品他
()内は表記がある場合役名を記載。
音声作品
- お姉ちゃん、おやすみなさーい☆凛音編　(凛音)
- DayBreakSweet (桜)
- 秋の日の夜に～妹と耳かき～[37]
- 図書室お化けの恋物語 -あなたと綴る1ページ-
- 毛布と結婚したい? では! モフモとケッコンしましょう!!! (モフモ)
- コトネと休日【耳かき、ASMR】[38]
- ＼モフモの毛布修行です!!!／ (モフモ)
- ボイスドラマ『黒白痴』(八千歳姫々)[39]

ー後日掲載、複数枠。ー
- メイドのマナちゃんに癒してもらおう[40]
- メイドのマナちゃんに耳かきしてもらおう[41]

デジタルノベル作品
- 『狂痛忌 -all in all is all we are-』 (藤原知佳)[42]
- 『死埋葬 -II-』 (間白比依)[43]

シミュレーションRPG
- LilyDeux 警告の黒き百合  (中村 小百合)[44]
- LilyDeuxDLC 真夏の海で大騒ぎ (中村 小百合)

音楽ソフト
- Synthesizer V 2 ナツメイツキ

## PC作品
- かおなしのダブル (ルチアーナ)[45]
- トラウマ―メイド (ツバサ)[46] - ※R15指定作品

## 商業ゲーム

### SOUND VOLTEX
- SOUND VOLTEX  IV HEAVENLY HAVEN
  - プラネタジャーニー / U-ske feat.棗いつき[47][48]
  - コメット⇒スケイター / U-ske feat.棗いつき[49][50]

- SOUND VOLTEX EXCEED GEAR
  - AIM HIGHER / U-ske feat.棗いつき[51][52]
  - STIGMA / U-ske feat. 棗いつき[53]

### Arcaea
- WAIT FOR DAWN / U-ske feat. 棗いつき[54]

### ちくたくコンチェルト
- ムテキなガール / U-ske[55][56]

### Phigros
- いざ、参ります / U-ske feat. 棗いつき[57]

## PCゲーム主題歌
- HAPPY☆SHINING DAYS!　(宿星のガールフレンド2 EDテーマ)[58]
- Live in hope　(魔法戦士エメロードナイツ 主題歌)[59]